# Pete Holm
Pete Holm, (født 6. april 1950), var en bokser fra Minnesota, USA med danske rødder. 
Pete Holms boksekarriere blev grundlagt i USA, hvor han som amatør vandt de lokale Golden Gloves. 
Han debuterede som professionel den 28. juli 1978, og opnåede en række sejre over en række middelmådige boksere inden han den 19. august 1979 blev stoppet af den da ubesejrede Percell Davis. Pete Holms karriere flyttede sig ikke på trods af, at han af det amerikanske boksemagasin The Ring var blevet kåret som lovende talent i sværvægtsklassen. Pete Holm opnåede efter nederlaget til Davis kontakt med den danske bokepromoter Mogens Palle, og kort efter den 11. oktober 1979 debuterede Pete Holm som ”dansk” sværvægtsbokser ved et stævne i KB Hallen. I sin første kamp i Danmark mødte Pete Holm italieneren Faustino Constantino, der med kun 2 sejre i sine 11 forudgående kampe som ventet sikrede Holm en succesfuld dansk debut. Næste kamp var mod den engelske letsværvægter Joey Williams, der kun havde én sejr i sine 11 forudgående kampe, og som ej heller formåede at besejre Pete Holm. I den næste kamp blev modstanden skærpet, da Holm den 7. februar 1980 mødte den hårdføre waliser Winston Allen. Allen stoppede Holm i 3. omgang. Samarbejdet med Mogens Palle ophørte herefter, og Holm indstillede karrieren og returnerede til USA.
Pete Holm opnåede 10 kampe, hvor 7 blev vundet (2 før tid) og de 3 tabt (2 før tid).

## Eksterne links
- Rekordliste på (Webside ikke længere tilgængelig) BoxRec